# Iota Piscium
Iota Piscium (17 Piscium) é uma estrela na direção da constelação de Pisces. Possui uma ascensão reta de 23h 39m 56.82s e uma declinação de +05° 37′ 38.5″. Sua magnitude aparente é igual a 4.13. Considerando sua distância de 45 anos-luz em relação à Terra, sua magnitude absoluta é igual a 3.43. Pertence à classe espectral F7V.